# King’s Company
Die King’s Company oder King’s Players war eine von zwei Theatergesellschaften, welche nach dem Beginn der Stuart-Restauration die Erlaubnis bekamen Theaterproduktionen in London aufzuführen. Sie bestand bis zu ihrer Fusion mit der zweiten Schauspieltruppe von 1660 bis 1682.

## Geschichte
Am 21. August 1660 erteilte König Karl II. dem Dramatiker Thomas Killigrew und Sir William Davenant die vorläufige Erlaubnis jeweils eine Theatergesellschaft („Company“) zu gründen. Killigrews King’s Company wurde dabei vom König selbst gestützt und gefördert; Davenants Duke’s Company erhielt das Patronat von dessen Bruder, dem Duke of York, dem späteren König Jakob II. Diese vorläufigen Privilegien wurden später durch ein Letters Patent ersetzt, welches Killigrew am 25. April 1662 erhielt, verbunden mit einer Zementierung eines erblichen Theatermonopols für die Patentinhaber („Theatre Royal“).
Der erste dauerhafte Spielort für die King’s Company war der Gibbon’s Tennis Court.
Am 28. Januar 1661 unterzeichneten 15 Mitglieder der King’s Company mit William Russell, 5. Earl of Bedford (und späteren 1. Duke of Bedford) einen Pachtvertrag für ein Grundstück, auf dem ein neues Theater entstehen sollte. 1663, als die Duke’s Company in dem weit besser ausgestatteten Lincoln’s Inn Fields Theatre, einem umgebauten Ballhaus, residierte, baute Killigrew sein King’s Playhouse, aus dem das heutige Theatre Royal Drury Lane erwuchs. Es brannte 1672 ab und wurde nach Neuaufbau 1674 wiedereröffnet. Killigrew kam in finanzielle Schwierigkeiten, die sich noch verschärften, als die Schauspieler in Streik traten. Der König musste intervenieren. Sein Sohn Charles erzwang im Februar 1677 die Übernahme des Management von seinem Vater. 1682 fusionierte die King’s Company und die Duke’s Company zur United Company.

## Mitglieder der Company
Neben den Gründungsmitgliedern beschäftigte die frühe King’s Company viele erfahrene und bekannte Schauspieler jener Zeit. So gehörten zu diesem ersten Ensemble Michael Mohun, Charles Hart, John Lacy, Edward Kynaston, Walter Clun und Thomas Betterton. Betterton wurde jedoch bereits am 5. November 1661 von der Duke’s Company abgeworben, kurz darauf verbot der Lord Chamberlain solche Transfers von einer Theatertruppe zur anderen. Dieses Verbot wurde 1662 auch Bestandteil der Letter-Patents.
Killigrew erweiterte 1661 rasch sein Ensemble um die ersten Schauspielerinnen, welche auf einer englischen Bühne spielen durften, zu engagieren. So gehörten bald mehrerer der seinerzeit bekannten Namen, wie Margaret Hughes, Anne Marshall, Mary Knep, Elizabeth Boutell, Katherine Corey, Elizabeth Cox, Elizabeth James, dazu. Ebenso wie die recht namhafte Nell Gwyn.
Killigrews Beweggründe für seine Theaterunternehmung waren weniger von künstlerischem Ehrgeiz geprägt, denn aus monetären
Motiven. Während der meisten Zeit seiner Intendanz delegierte er daher die alltäglichen Aufgaben an seine führenden Schauspieler, wie Hart, Lacy und Mohun. Es erschien so, dass Killigrew keinerlei Ambitionen hatte, das Theater auch künstlerisch leiten zu wollen, und sich hier nicht sonderlich einbrachte.

## Ende
Während der Papisten-Verschwörung (1678–1681) erlitten die beiden Theatergesellschaften große Verluste und beschlossen daher sich 1682 zur United Company zusammenzuschließen. Der Spielbetrieb wurde im Dorset Garden Theatre, dem bisherigen Sitz der Duke’s Company, und an der Drury Lane, im Theater der vormaligen  King’s Company, fortgesetzt. Ab 1693 übernahm Christopher Rich die Leitung.